# 함헌
함헌(咸軒, 1508년 ~ ?)은 조선의 문신이다. 본관은 강릉(江陵). 자는 가중(可中), 호는 칠봉(七峰)이다. 고려말 한원천호(漢原千戶)를 지내고 조선 개국시 보국숭록대부 예조판서의 벼슬로 증하신 예판공파의 파시조인 함부실(咸傅霖)의 4세손이다.

## 생애
1531년(중종 26)에 생원시에 합격하고, 1534년(중종 29) 알성 문과에 병과로 급제하여 간성군수가 되었다.
이후 통덕랑(通德郞) 예조정랑(禮曹正郞)으로서 《중종실록》 편찬에 참여했다.
1552년(명종 7) 예빈시정(禮賓寺正)으로 동지사(冬至使)의 서장관(書狀官)이 되어 명나라 북경(北京)에 다녀올 때 오도자(吳道子)가 그린 공자유상(孔子遺像)을 가지고 왔다. 1566년 오봉서원(五峯書院)을 짓고 공자(孔子)의 진상을 비치하여 추모하면서 후진을 가르쳤다.

## 저서
- 『칠봉문집』

## 가족
- 아버지 : 부호군 함좌무(咸佐武)
- 어머니 : 강릉 최씨
  - 부인 : 박승필(朴承弼)의 딸